# Vasile Marinca
Vasile Marinca (n. 19 februarie 1951, Săliște, Maramureș) este un academician român, matematician, membru corespondent (din 2015) al Academiei Române.
A absolvit în 1974 Facultatea de Matematică a Universității de Vest din Timișoara.
Asistent (1978–1990), lector (1990–1996) și profesor (din 1996) la Universitatea Politehnica Timișoara, Facultatea de Mecanică.
A elaborat metode de calcul ale ecuațiilor diferențiale neliniare. Aplicațiile vizează vibrațiile mecanice, mecanica fluidelor, termotehnica și orice alte domenii în care apar ecuații diferențiale. Lucrarea sa de bază este Nonlinear dynamical systems in engineering: some approximate approaches.